# Richard Lahautière
Richard Lahautière, född 21 maj 1813 i Paris, död 27 juni 1882 i Vendôme, var en fransk socialist, journalist och advokat. Han var utgivare av ett flertal socialistiska tidskrifter. Tillsammans med bland andra Philippe Buonarroti, Théodore Dézamy, Albert Laponneraye och Jean-Jacques Pillot tillhörde han nybabouvismen.